# Francine Racette
Francine Racette (* 23. September 1947 in Québec) ist eine kanadische Schauspielerin.

## Leben

### Ausbildung und erste Filmrollen
Racette ist frankophone Kanadierin. Gemeinsam mit den späteren Schauspielerinnen Sophie Clément und Michèle Magny nahm Francine Racette Schauspielunterricht beim jungen Marcel Sabourin. Sie fand gemeinsam mit Magny Aufnahme am École nationale de théâtre (ÉNT) in Montreal, das sie im Jahr 1966 abschloss. Magny und Racette erhielten in dieser Zeit Stipendien für Aufenthalte in Paris, wo sich beide später gemeinsam eine Wohnung teilen sollten. 1969 feierte Racette ihr Filmdebüt mit einer Nebenrolle in dem wenig erfolgreichen kanadischen Spielfilm Le Grand Rock, der den Weg eines Dorfjungen in die Kriminalität nachzeichnet. Nach der ersten Erfahrung vor der Kamera verließ Racette ihre Heimat und ging nach Frankreich, wo sie mit Michel Mitrani an dem Fernsehfilm Reportages sur un squelette ou Masques et bergamasques zusammenarbeitete. Hier agierte sie an der Seite von u. a. Robert Etcheverry und Maurice Garrel. Schon ein Jahr später erhielt die Franco-Kanadierin ihre erste Hauptrolle in Frédéric Rossifs Drama So weit die Liebe reicht. In dem ersten Spielfilm des Dokumentarfilmers mimt Racette die junge Pariserin Isabelle, die ihr Leben nach dem Selbstmord ihres Freundes radikal ändert. Es folgten eine Nebenrolle in Dario Argentos italienischen Kriminalfilm Vier Fliegen auf grauem Samt, ehe sie die weibliche Hauptrolle in Simon Edelsteins Drama Les Vilaines Manières verkörperte. Hier ist sie als herzlose Lebensgefährtin eines Radioreporters (gespielt von Jean-Luc Bideau) zu sehen, der Sendungen über alleinstehende Frauen produziert.
Im Jahr 1973 kehrte Francine Racette für Claude Fourniers Western Ferner Donner nach Kanada zurück, mit dem sie ihren Einstand im englischsprachigen Film gab. In der Hauptrolle ist der zwölf Jahre ältere Schauspielkollege und spätere Ehemann Donald Sutherland zu sehen, den sie bei den Dreharbeiten kennen und lieben lernte. Zu diesem Zeitpunkt sprach Sutherland kein Französisch und Racette nur bruchstückhaft englisch. Noch im selben Jahr wurde der gemeinsame Sohn Roeg geboren, den das Paar nach dem britischen Filmregisseur Nicolas Roeg (Wenn die Gondeln Trauer tragen) benannte. Francine Racette kehrte erst zwei Jahre später wieder auf die Leinwand zurück, um in Jeanne Moreaus Regiedebüt mitzuwirken. In dem Drama Im Scheinwerferlicht (1976), der die Schicksale von vier Schauspielerinnen porträtiert, spielt die Franco-Kanadierin den Part der Julienne, einer jungen und ambitionierten Schauspielerin, die erkennen muss, dass die Kraft der Koketterie ihre Grenzen hat. Der Film, vom film-dienst als distanzlos, oberflächlich und geschwätzig verschmäht, stellte den Höhepunkt in Racettes Karriere dar und sie wurde 1977 für den französischen Filmpreis César als beste Nebendarstellerin nominiert.

### Rückzug aus dem Filmgeschäft
Nach Im Scheinwerferlicht war Francine Racette in Nebenrollen in Joseph Loseys preisgekröntem Drama Monsieur Klein und Michel Vianeys Tragikomödie Un type comme moi ne devrait jamais mourir zu sehen (beide 1976). Ein Jahr später folgte die weibliche Hauptrolle in Stuart Coopers Thriller Sein letzter Mord in dem sie ein zweites Mal an der Seite von Donald Sutherland agierte. In der pessimistischen Parabel über Gefühlsarmut und Isolation spielte sie die Frau eines Profikillers, die ihren Ehemann zur Ermordung ihres Liebhabers anstiftet.

Sein letzter Mord sollte Francine Racettes vorerst letzter Auftritt in einem Film sein, und sie ordnete ihre Karriere in den nächsten Jahren der ihres Ehemannes Donald Sutherland unter. 1978 und 1982 wurden die gemeinsamen Söhne Rossif und Angus Redford geboren, die das Paar nach den Filmschaffenden Frédéric Rossif und Robert Redford benannte. Beide Söhne sollten wie ihre Eltern ebenfalls ins Schauspielfach wechseln.
1987 kehrte Francine Racette mit Louis Malles semiautobiografischem Werk Auf Wiedersehen, Kinder zurück auf die Kinoleinwand. In dem vielfach preisgekrönten und Oscar-nominierten Jugendfilm spielte sie die liebevolle und schnellsprechende Mutter eines französischen Internatsschülers, der sich während des Zweiten Weltkriegs mit einem jüdischen Mitschüler anfreundet. Seit Auf Wiedersehen, Kinder wirkte Francine Racette in keinem Film mit. 1999 nahm sie neben Norman Jewison, Peter Ustinov, Eli Wallach und Susannah York an Podiumsdiskussionen zum Thema Film teil, die im Rahmen des Toronto International Film Festivals organisiert wurden. Ein Jahr später war sie als Koproduzentin an der Theaterinszenierung von Éric-Emmanuel Schmitts Enigmatic Variations beteiligt, in dem ihr Ehemann die Hauptrolle übernahm. Das Stück, das in Los Angeles, Toronto und London aufgeführt wurde, war von Francine Racettes und Donald Sutherlands Sohn Roeg übersetzt worden. Das Paar besaß Häuser in Los Angeles und Paris und eine Farm in Québec, Donald Sutherland starb am 20. Juni 2024.

## Filmografie
- 1969: Le Grand Rock
- 1970: Reportages sur un squelette ou Masques et bergamasques (TV)
- 1971: So weit die Liebe reicht (Aussi loin que l’amour)
- 1971: Vier Fliegen auf grauem Samt (Quattro mosche di velluto grigio)
- 1973: Les Vilaines Manières
- 1974: Ferner Donner (Alien Thunder)
- 1976: Im Scheinwerferlicht (Lumière)
- 1976: Monsieur Klein (M. Klein)
- 1976: Un type comme moi ne devrait jamais mourir
- 1977: Sein letzter Mord (The Disappearance)
- 1987: Auf Wiedersehen, Kinder (Au revoir les enfants)

## Auszeichnungen
- 1977: César-Nominierung für Im Scheinwerferlicht (Lumière) (Kategorie: Beste Nebendarstellerin)